# Riserva naturale Lolair
La riserva naturale Lolair (pron. fr. AFI: [lɔlɛʁ]) è un'area naturale protetta della regione Valle d'Aosta istituita nel 1993. La riserva occupa una superficie di 15 ha nel territorio comunale di Arvier.

## Storia
La riserva naturale è stata istituita nel 1993; il D.P.G.R. 745 del 3 giugno 1993 la affida in gestione all'Assessorato regionale Agricoltura e Risorse Naturali - Dipartimento risorse naturali.
A seguito della proposta di valorizzare l'area come sito di interesse comunitario nel luglio del 1995, intorno al lago di Lolair è stata istituita anche la zona speciale di conservazione per coprire una superficie più estesa di 28 ha: il Lago di Lolair (codice SIC IT1203020) è stato approvato come sito Natura 2000 con il Decreto Ministeriale del 7 febbraio 2013, pubblicato sulla Gazzetta Ufficiale della Repubblica Italiana n. 49 del 27 febbraio 2013 ai sensi della direttiva CEE.

## Territorio
La riserva naturale è posta a protezione del bacino lacustre di Lolair, alimentato da tre sorgenti, lungo il versante orografico sinistro della Valgrisenche a 1175 m s.l.m.. La conca di bassa montagna, che in un piccolo territorio concentra un versante arido, la zona lacustre e un bosco, è dovuta a fenomeni di sovraescavazione glaciale (oasi xerotermica).

## Flora
La varietà di ambienti della riserva permette di incontrare su di un'area ridotta specie igrofile, il canneto, così come piante di ambiente arido quali la Potentilla pensylvanica, pianta rara in Valle d'Aosta.

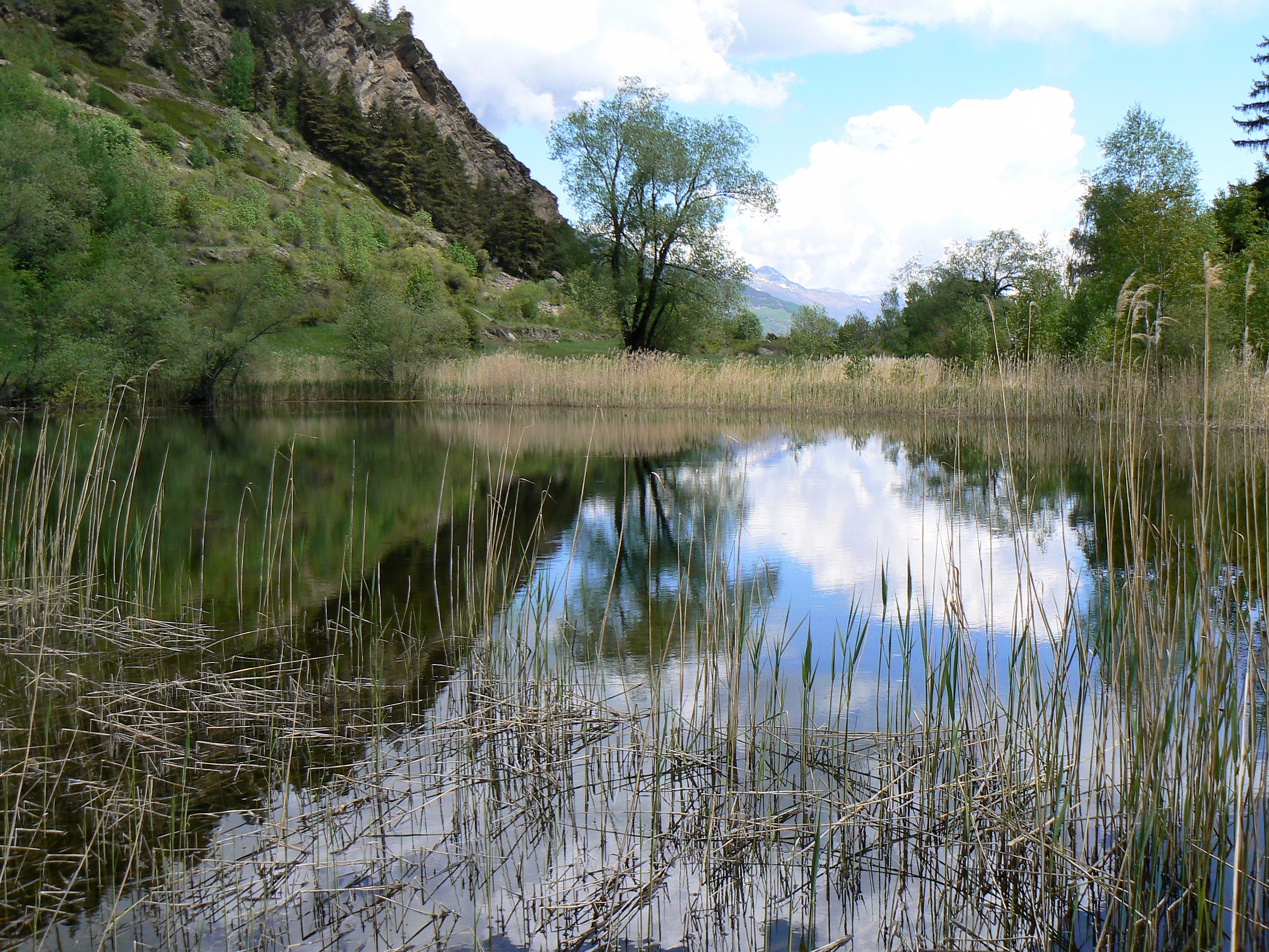
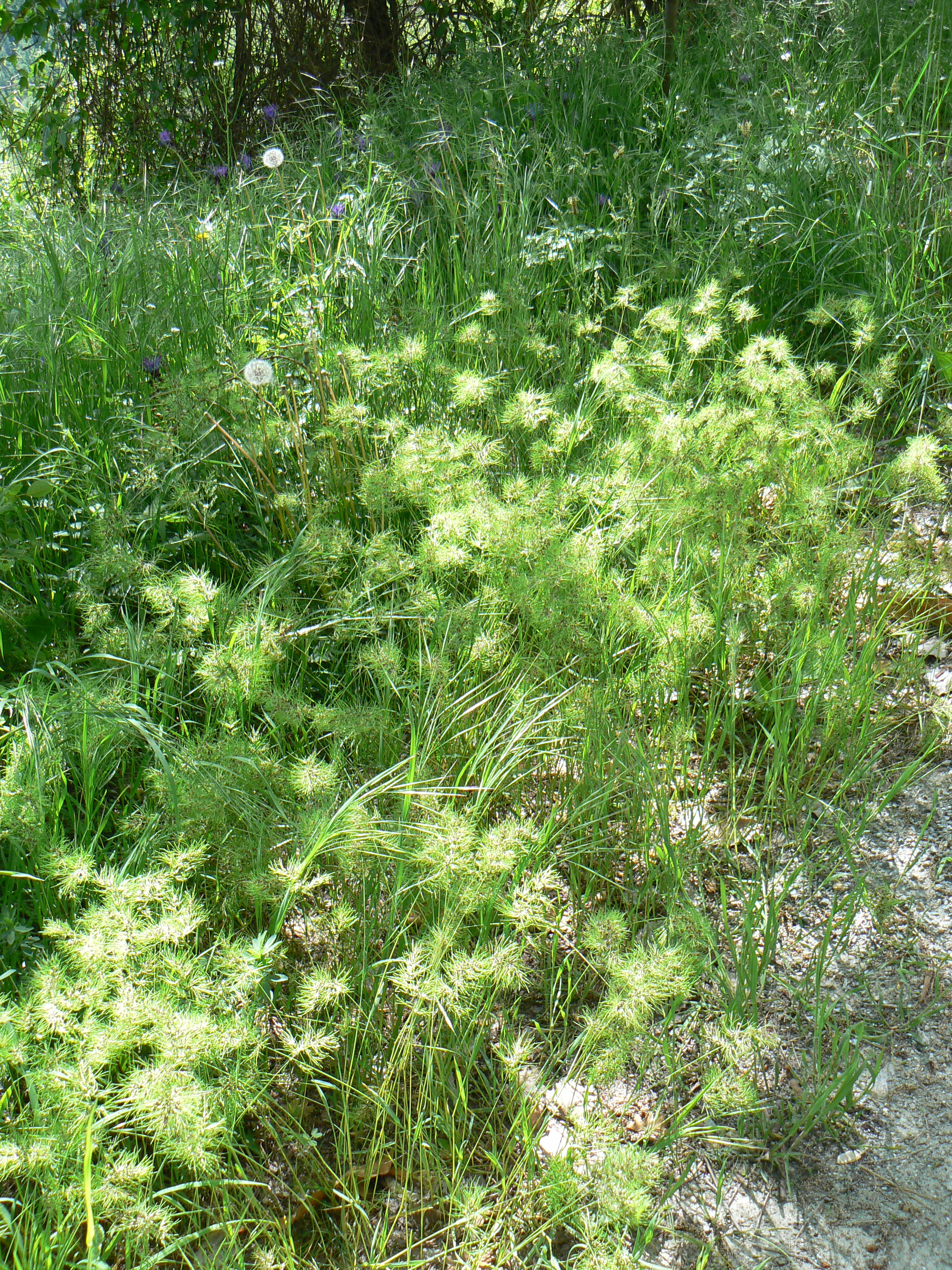
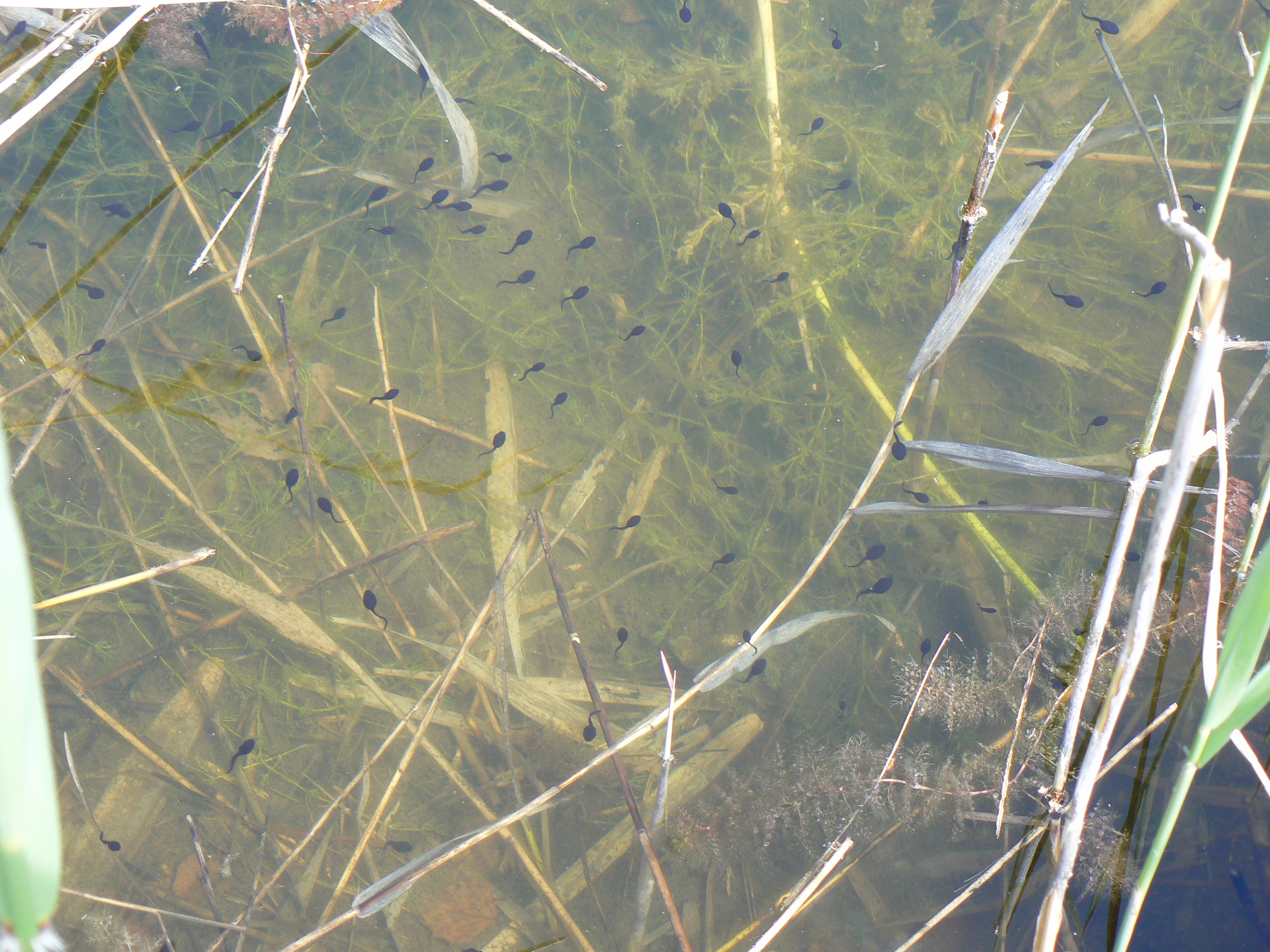
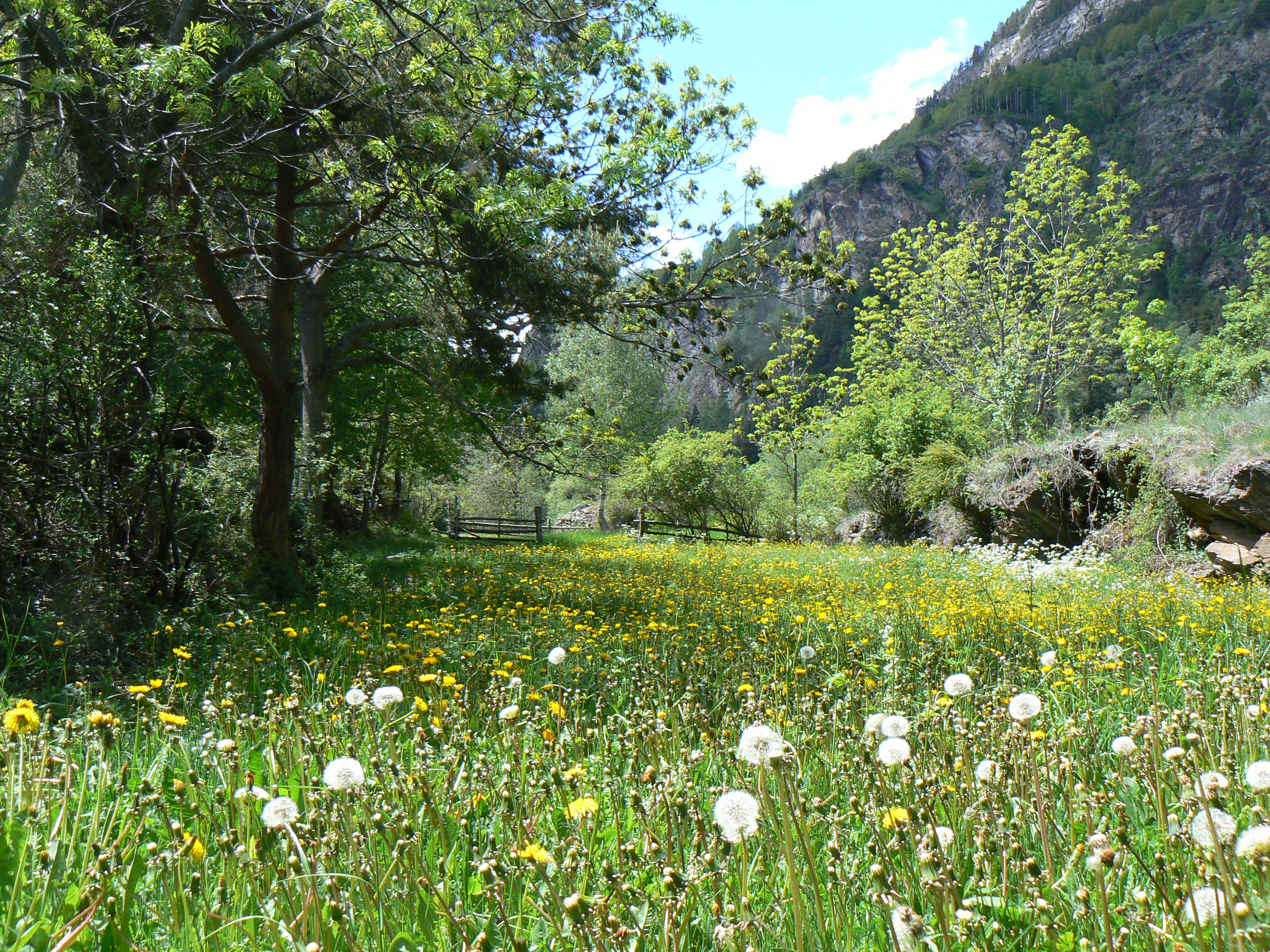
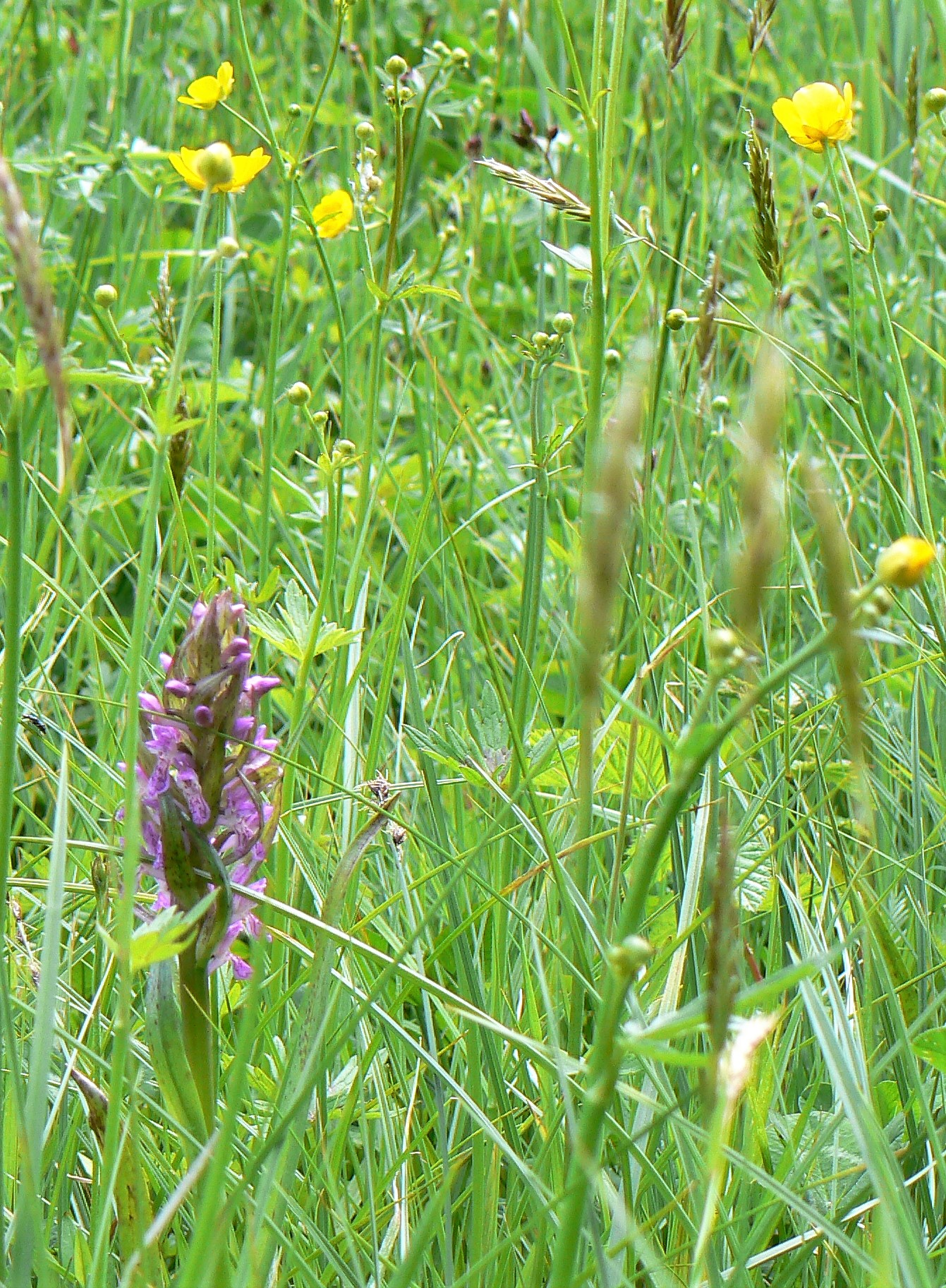